# Mesonauta
Mesonauta Günther, 1862 è un genere di pesci d'acqua dolce appartenente alla famiglia Cichlidae, sottofamiglia Cichlasomatinae.

## Acquariofilia
Alcune specie, tra cui Mesonauta festivus, sono molto conosciute in acquariofilia e diffuse in commercio.

## Tassonomia
Il genere comprende 6 specie:
- Mesonauta acora (Castelnau, 1855)
- Mesonauta egregius Kullander & Silfvergrip, 1991
- Mesonauta festivus (Heckel, 1840)
- Mesonauta guyanae (Schindler, 1998)
- Mesonauta insignis (Heckel, 1840)
- Mesonauta mirificus (Kullander & Silfvergrip, 1991)